# سولومون اوكورونكو
سولومون اوكورونكو (بالإنجليزية: Solomon Okoronkwo)‏ (2 مارس 1987 نيجيريا - ) هو لاعب كرة قدم نيجيري، يلعب كمهاجم، شارك في الألعاب الأولمبية الصيفية 2008.

## وصلات خارجية
سولومون اوكورونكو على موقع الاتحاد الدولي (مؤرشف)  (الإنجليزية)
- سولومون اوكورونكو على موقع قاعدة بيانات كرة القدم.إي يو (الإنجليزية)
- سولومون اوكورونكو على موقع بيانات كرة القدم. دي إي (الألمانية)
- سولومون اوكورونكو على موقع ناشيونال فوتبول تيمز (الإنجليزية)
- سولومون اوكورونكو على موقع Soccerway.com (الإنجليزية)
- سولومون اوكورونكو على موقع عالم كرة القدم.نت (الإنجليزية)
- سولومون اوكورونكو على موقع أوليمبيديا (الإنجليزية)